# قرشهر
قرشهر (به ترکی استانبولی: Kırşehir) یکی از شهرهای ترکیه است. این شهر مرکز استان قرشهر در آناتولی مرکزی است. قرشهر بنا بر سرشماری ۲۰۰۰ میلادی، ۸۸٬۱۰۵ نفر جمعیت داشت.

## پیشینه
نام منطقه قرشهر در زمان هیتی‌ها آهیووا بود. نام این شهر در روزگار باستان ماکیسوس و ژوستینیان‌پولیس بود که نام‌هایی رومی است.
قیرشهر شهر بسیار مهمی بود که در جنگ‌های امیر تیمور مکرر از آن نام برده شده است. مستوفی گوید:《قیرشهر شهری بزرگ است و و عمارات عالی و هوای خوب دارد》. 
این شهر در سال ۱۰۷۱ میلادی به دست ترک‌ها افتاد و قرشهر نامیده‌شد. نام قرشهر از کیر ترکی به معنی چمن‌زار و بیابان و شهر فارسی تشکیل شده و به معنای «شهر چمن زار»است.
عاشق پاشا، ادیب مشهور قرن ۱۴ و گلشهری که فلک‌نامه را در سال ۱۳۰۲-۱۳۰۱/۷۰۲ بنام حکمدار غازان خان نوشته‌است نیز در قرشهر زندگی می‌کرده‌اند.